# .50-140 Sharps
El .50-140 Sharps, cono cido también como el .50-31⁄4 "Sharps, es un cartucho de rifle de pólvora negra que se introdujo en 1884, como una alternativa para la caza mayor.  Se cree que se introdujo para el rifle Sharps-Borchardt Modelo 1878 .  El cartucho es muy similar al .500 Black Powder Express . 
Esta ronda fue introducida por Winchester en 1881, tres años después de que Sharps Rifle Company cerrara sus puertas. Es similar, aunque más grande, al .50-90 Sharps . Con el cierre oficial de Sharps Rifle Co. en 1881, y con la introducción del .50-140 3 años después, el .50-140 no se clasificará como el cartucho de rifle más potente de Sharp.

## Especificaciones
El diámetro de la bala suele ser de .512 pulgadas, con pesos de entre 600 y 700 granos
La carga de pólvora negra es de 140 granos. A veces se utilizan sustitutos modernos como el Pyrodex, aunque con cargas más pequeñas ya que el pyrodex es menos denso que la pólvora negra.  En un mecanismo fuerte con la pólvora moderna sin humo, puede superar al .458 Winchester Magnum con una bala de 550 granos. 

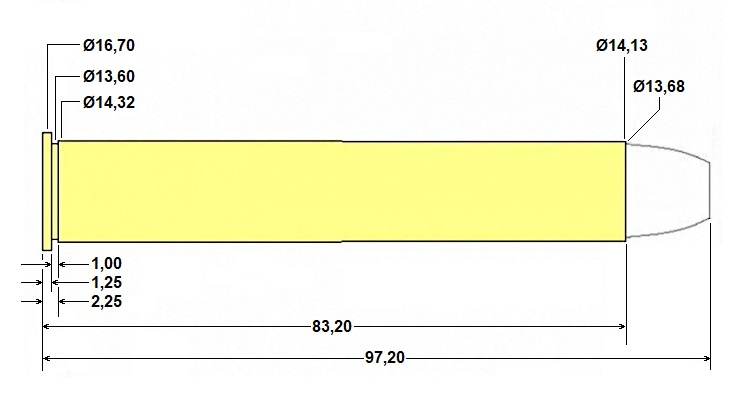

## Historia
El .50-140 fue creado para la caza mayor y era el más potente de los cartuchos Sharps Bison.  Sin embargo, se introdujo en la época en la que se habían diezmado las mandadas de bisontes . 